# Auriane Mallo
Auriane Mallo-Breton (Lyon, 11 de octubre de 1993) es una deportista francesa que compite en esgrima, especialista en la modalidad de espada.
Participó en dos Juegos Olímpicos de Verano, obteniendo dos medallas de plata en París 2024, en las pruebas individual y por equipos (junto con Marie-Florence Candassamy, Coraline Vitalis y Alexandra Louis-Marie), y el séptimo lugar en Río de Janeiro 2016, en la prueba por equipos.
En los Juegos Europeos de Cracovia 2023 consiguió una medalla de oro en la prueba por equipos. Ganó siete medallas en el Campeonato Europeo de Esgrima entre los años 2016 y 2024.

## Palmarés internacional
| Juegos Olímpicos   | Juegos Olímpicos   | Juegos Olímpicos  | Juegos Olímpicos   |
| Año                | Lugar              | Medalla           | Prueba             |
| ------------------ | ------------------ | ----------------- | ------------------ |
| 2024               | París (Francia)    | Medalla de plata  | Espada individual  |
| 2024               | París (Francia)    | Medalla de plata  | Espada por equipos |
| Juegos Europeos    |                    |                   |                    |
| Año                | Lugar              | Medalla           | Prueba             |
| 2023               | Cracovia (Polonia) | Medalla de oro    | Espada por equipos |
| Campeonato Europeo |                    |                   |                    |
| Año                | Lugar              | Medalla           | Prueba             |
| 2016               | Toruń (Polonia)    | Medalla de plata  | Espada por equipos |
| 2017               | Tiflis (Georgia)   | Medalla de oro    | Espada por equipos |
| 2018               | Novi Sad (Serbia)  | Medalla de oro    | Espada por equipos |
| 2022               | Antalya (Turquía)  | Medalla de oro    | Espada por equipos |
| 2023               | Plovdiv (Bulgaria) | Medalla de bronce | Espada individual  |
| 2024               | Basilea (Suiza)    | Medalla de plata  | Espada individual  |
| 2024               | Basilea (Suiza)    | Medalla de bronce | Espada por equipos |